# Michael Mohr (Maler, 1952)

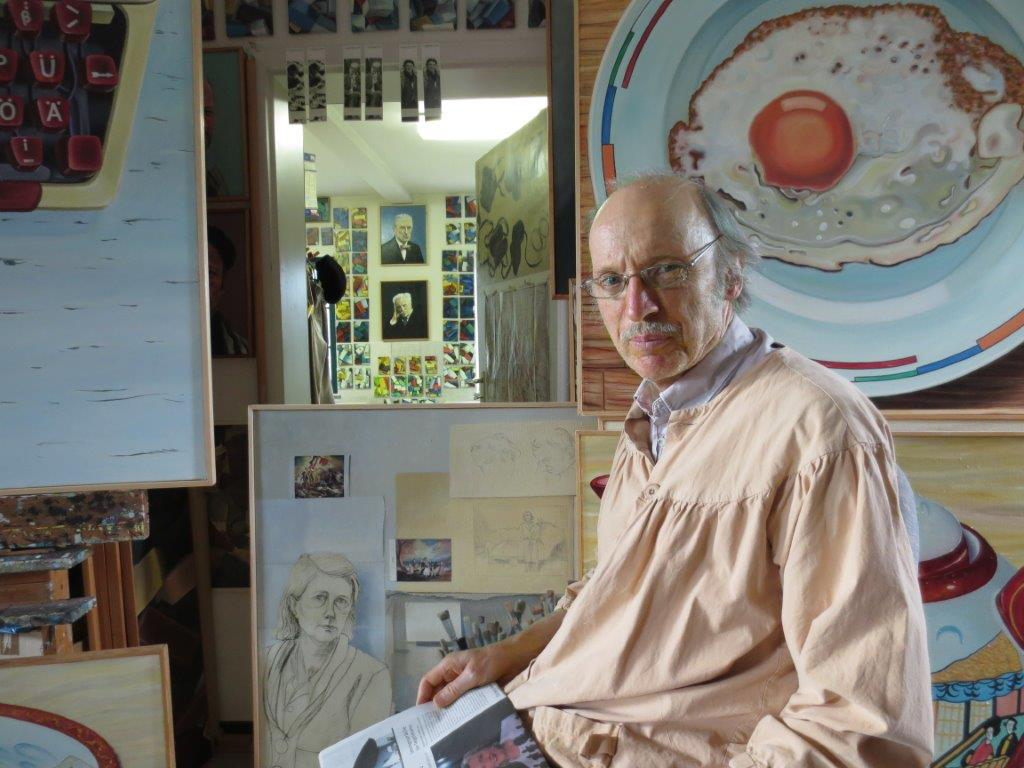
Michael Mohr im gemeinsamen Atelier von Michael Mohr und Roswita Waechter in Köln-Sürth 2018

Michael Mohr (* 29. März 1952 in Mettlach) ist ein deutscher Künstler, der schwerpunktmäßig als Maler und Zeichner arbeitet.

## Leben
Aufgewachsen in der Kleinstadt Mettlach an der Saar absolvierte er von 1967 bis 1970 eine Lehre zum Schaufenstergestalter. Über den zweiten Bildungsweg studierte Mohr von 1975 bis 1984 an der Fachhochschule für Kunst und Design Köln bei Dieter Kraemer. Das Studium schloss er als Meisterschüler von Dieter Kraemer ab. Im Rahmen dieses Studiums lernte er seine spätere Ehefrau Roswita Waechter kennen, mit der er regelmäßig gemeinsam malte und zunächst in Köln-Kalk, später in Köln-Sürth ein gemeinsames Atelier hatte.
Von 1989 bis 1991 hatte Mohr einen Lehrauftrag für Zeichnen an der Fachhochschule Dortmund im Fachbereich Design inne.
Im April 1990 wurde der Künstlersonderbund in Berlin gegründet, in dem sich vor allem gegenständlich-figürlich arbeitende Künstler zusammenschlossen. Mohr gehörte zu den Gründungsmitgliedern.

## Werk
Mohrs Arbeiten stellen Positionen des Realismus dar. Die Motive reichen von Transistoren, dem Innenleben elektronischer Geräte, Porzellan, Porzellanbruch und Mosaiken bis zu Portraits. Mohr und seine Ehefrau Roswita Waechter schufen häufig gegenseitig Portraits voneinander.
Mohr arbeitete meist mit Eitemperatechnik oder mit Ölfarben auf Leinwand.
Im Katalog zur Ausstellung „Positionen des Realismus“ des Kunstvereins Mainz schrieb Mohr über seine Arbeiten:

„Die Entstehungsgeschichte der kleinteiligen Arbeiten hat mit Erfahrungen als Kind zu tun. Ich bin innerhalb der Porzellanfabrik, damals Steingutfabrik, von Villeroy & Boch in Mettlach an der Saar aufgewachsen. [...] Mein Vater, Porzellanmaler von Beruf, war unter anderem verantwortlich dafür, dass das Feuer nie erlosch. [...] An Feiertagen und Wochenenden konnte ich die großen Fabrikhallen und die mit Ton und Steingut beladenen Förderbänder immer wieder aufs Neue erkunden. Defekte Elektrogeräte durfte ich zu Hause auseinander nehmen. [...] Während des Studiums in Köln innerhalb eines Atelierraums für Wandmalerei, fand ich eines Tages eine Kiste mit Mosaiksteinen und daneben lag ein Mosaiksteinbild, so groß wie die vorgefundene Kiste. Die chaotisch angeordneten Steinchen in der offenen Kiste fand ich interessanter als das mühsam errichtete Mosaik. Erfahrungen im Kindesalter regten mich an, malerisch umzusetzen was ich vorgefunden hatte.“

## Rezeption und Hintergrund
Dieter Kraemer schrieb 2005 anlässlich der Ausstellung „Positionen des Realismus“:

„Auch in den großformatigen Bildern von Michael Mohr in denen er das Innenleben technischer Geräte aller Art malerisch darstellt, hat die Kleinformigkeit eine große Bedeutung. Die Schrauben, das kleine Zahnrad, ein Stück Kabel, der Draht und die vielen kleinen Teile bilden in ihrer detailgenauen Abbildung ein Raster aus Formen und Farben. Die sklettierten Geräte und Objekte sind fast austauschbar. Ein Radio, ein Radiowecker, ein Fernseher - überall Bauteile, die dem Fachmann sagen, welche Funktion diese haben. Für den Techniklaien ist das alles labyrintisch und wenig verständlich. Das gemalte Bild jedoch, die gemalte Fläche, hat für den Betrachter eine ganz andere Bedeutung. Die Wechselwirkung von ‚hell - dunkel‘, ‚kalt - warm‘, ‚Licht - Schatten‘, die Behandlung der Farboberfläche führt (zwingt) zur ästhetischen Auseinandersetzung mit der Bildwirklichkeit. Dieses Phänomen findet sich ebenso in den Bildern der ‚Mosaikserie‘. Das Prinzip der Überhöhung von Details mit malerischen Mitteln ist unabhängig von der Bedeutung der Dinge. Es geht um die überzeugende Umsetzung von Wirklichkeit mit diesen (malerischen) Mitteln.“

## Ausstellungen (Auswahl)
- 1979 bis 1986: jährliche Teilnahme an der Großen Deutschen Kunstausstellung im Haus der Kunst, München (G)
- 1979 bis 1988: jährliche Teilnahme an der Großen Kunstausstellung NRW, Düsseldorf (G)
- 1984: Kunst und Technik Heute, 2-jährige Wanderausstellung, Bundesministerium für Wirtschaft Bonn (G)
- 1985: Erste Köln Kunst in der Kunsthalle Köln (G)
- 1993: 1.Realismustriennale Martin-Gropius-Bau Berlin (G)
- 1996: Die Kraft der Bilder Martin-Gropius-Bau, Berlin (G)
- 2001: Einblicke – Ausblicke Einzelausstellung mit Roswita Waechter in der Galerie Alpirsbach, Baden-Württemberg (E/G)
- 2005: 5 Positionen des Realismus Kunstverein Mainz (G)
- 2007: Technische Stillleben Museum für Strom, Recklinghausen (E)
- 2010: Einzelausstellung mit Roswita Waechter Vergangenheiten – Roswita Waechter/Michael Mohr Zeche Königin Elisabeth, Essen (G/E)[6]
- 2012: 300 Porträts von Kölner Obdachlosen Überlebensstation Gulliver, Köln (E)
- 2015: Komponisten, Obdachlose und Andere im Oberlandesgericht Köln, Einzelausstellung mit Roswita Waechter (E/G)
- 2017: Kölner – trotzdem Realist Einzelausstellung Kunstforum St. Clemens, Köln (E)[7]
- 2019: Fenster, Kacheln und Porzellan Einzelausstellung mit Roswita Waechter, Galerie am Buttermarkt, Köln (E/G)
- 2023: Das Runde im Eckigen Haus und Grund, Pulheim (E)

## Auszeichnungen
- 1982: Förderpreis Rheinische Post (Düsseldorf)
- 1982: 2. Platz Max-Ernst-Stipendium (Brühl)[8]
- 1984: Förderpreis des Bundeswirtschaftsministeriums (Bonn)[9]
- 2000: 1. Preis Kalker Kunstmeile mit Roswita Waechter
- 2021: Jakob-Eschweiler-Stipendium (Mechernich-Burgfey)